# Pål Varhaug
Pas d'image ? Cliquez ici
Pål Varhaug, né le 26 janvier 1991 à Stavanger, est un pilote automobile norvégien. 

## Carrière en sport automobile
| Saison | Championnat                          | Écurie            | Courses | Victoires | Pole positions | Meilleurs tours | Podiums | Points | Classement |
| ------ | ------------------------------------ | ----------------- | ------- | --------- | -------------- | --------------- | ------- | ------ | ---------- |
| 2007   | Formule Renault 2.0 Suisse           | Jenzer Motorsport | 12      | 4         | 3              | 1               | 7       | 232    | 2e         |
| 2007   | Formule Renault 2.0 Italie           | Jenzer Motorsport | 2       | 0         | 0              | 0               | 0       | 0      | N.c        |
| 2007   | Formula Renault 2.0 NEC              | Jenzer Motorsport | 2       | 0         | 0              | 0               | 0       | 16     | 39e        |
| 2008   | Eurocup Formula Renault 2.0          | Jenzer Motorsport | 14      | 0         | 0              | 0               | 0       | 17     | 14e        |
| 2008   | Challenge Formula Renault 2.0 Italia | Jenzer Motorsport | 12      | 3         | 3              | 1               | 6       | 330    | Champion   |
| 2009   | International Formula Master         | Jenzer Motorsport | 16      | 0         | 1              | 0               | 5       | 49     | 5e         |
| 2010   | GP3 Series                           | Jenzer Motorsport | 16      | 1         | 0              | 0               | 1       | 10     | 13e        |
| 2011   | GP2 Series                           | DAMS              | 18      | 0         | 0              | 0               | 0       | 0      | 23e        |
| 2011   | GP2 Asia Series                      | DAMS              | 4       | 0         | 0              | 0               | 0       | 1      | 13e        |
| 2012   | Auto GP                              | Virtuosi UK       | 14      | 3         | 0              | 1               | 8       | 183    | 2e         |
| 2013   | GP2 Series                           | Hilmer Motorsport | 4       | 0         | 0              | 0               | 0       | 0      | 31e        |
| 2014   | GP3 Series                           | Jenzer Motorsport | 18      | 0         | 0              | 0               | 0       | 12     | 17e        |
| 2014   | Auto GP                              | Virtuosi UK       | 2       | 0         | 0              | 0               | 1       | 24     | 15e        |
| 2015   | GP3 Series                           | Jenzer Motorsport | 18      | 0         | 0              | 0               | 0       | 5      | 19e        |